# Stiven Vega
Stiven Vega Londoño (Apartadó, Antioquia; 22 de mayo de 1998) es un futbolista colombiano. Juega como mediocampista defensivo y su equipo actual es Millonarios Fútbol Club de la Categoría Primera A de Colombia.

## Carrera en clubes

### Millonarios F. C.

#### Divisiones menores: 2012-13
Vega llegó a la ciudad de Bogotá para probar suerte en Millonarios en el año 2012 cuando tenía tan solo 13 años de edad, allí se radicó, donde vivió en la Localidad de Kennedy. Haciendo todo su proceso de divisiones menores en el club albiazul, allí fue apodado por sus campañeros con el sobrenombre de "Wicho".

#### Profesionalismo 2014
Con tan solo 15 años de edad Vega fue promovido al equipo profesional por el entrenador español Juan Manuel Lillo en el mes de julio de 2014. El día 17 de julio jugó el segundo tiempo del partido amistoso en que Millonarios y River Plate empataron 2-2 en el Estadio El Campín, y que el equipo bogotano ganó (4-3) por disparos desde el punto penal. Como dato curioso Vega iba hacer el quinto ejecutante de la tanda pero no llegaría a cobrar ya que por el equipo argentino erraron Germán Pezzella y Julio Chiarini y la tanda terminó antes su cobro.
Fue convocado por primera vez a un partido de la Categoría Primera A en la octava fecha del Torneo Finalización disputado el día 6 de septiembre de 2014 en un juego en que Millonarios se enfrentó al Atlético Huila. Estuvo en el banco de suplentes junto con Luis Delgado, Leticiano Mosquera y Andy Polo aunque no jugó.

#### Temporadas 2015-17
Debutó como profesional a los 16 años de edad, el jueves 30 de abril de 2015 en el partido que Millonarios empató 1-1 con Expreso Rojo en el Estadio El Campín de Bogotá en cumplimiento de la quinta fecha de la Copa Colombia 2015. El técnico argentino Ricardo Lunari le dio la oportunidad de debutar y jugó todo el partido como titular.
Volvería a ser titular el 6 de septiembre en el clásico capitalino contra Independiente Santa Fe en el empate a un gol por el Finalización 2015, donde se convertiría en el jugador de Millonarios más joven en un clásico capitalino con 17 años.
Tras las repetidas lesiones de Lewis Ochoa el técnico Ruben Israel le da la oportunidad de jugar de titular más partidos en la posición de Lewis, empezando el 20 de marzo de titular ante Independiente Santa Fe en la victoria de su equipo 2 a 0.
Vega se ganaría el puesto en la banda derecha, sería titular indiscutido con Ruben Israel y con Diego Cocca, sin embargo en un entrenamiento con la Selección Colombia sub-20 vega sufriría una lesión de ligamentos en la rodilla lo cual lo alejaría de las canchas seis meses. No es inscrito en la plantilla profesional de cara al Torneo Apertura 2017 debido a su lesión. Vuelve a ser convocado y a jugar el 8 de julio por la primera fecha del Finalización 2017 en el empate a un gol en casa del Independiente Medellín entrando en el segundo tiempo por David Macalister Silva.

### Valledupar F. C.
El 5 de enero de 2018 es presentado como nuevo jugador Valledupar Fútbol Club de la Categoría Primera B de Colombia, siendo cedido en la alianza que tenía el club con las inferiores de Millonarios. Su buen nivel con los 'vallenatos' hizo que a mitad de temporada regresara al equipo 'embajador' por pedido del cuerpo técnico.

### Millonarios F. C. (2.ª etapa)

#### 2019
En 2019 hace parte del plantel campeón del Torneo Fox Sports de carácter amistoso. En la temporada 2019 Vega se vuelve a ganar de a poco la titular y bajo las órdenes del entrenador Jorge Luis Pinto estuvieron a un gol de jugar la final del torneo.

#### 2020
Su primer partido internacional lo hace el 6 de febrero en la victoria 2 a 0 sobre Club Always Ready por la Copa Sudamericana 2020 ingresando en el segundo tiempo. Luego de ingresar en el partido vs Deportivo Cali el 12 de septiembre de 2020, y con la lesión de Juan Carlos Pereira, Vega se gana la titularidad en el equipo de Alberto Gamero haciendo dupla con el capitán Jhon Duque. Su desempeño en la campaña de 2020 lo lleva a ser reconocido como uno de los jugadores de mayor proyección del rentado nacional. También fue reconocido por el ex-Millonarios, Rafael Robayo, como el jugador que mejor se consolidó en el equipo durante 2020.

#### 2021
Fue subcampeón del Torneo Apertura, luego que Millonarios perdiera la final contra Deportes Tolima. Vega culminaría la temporada siendo el jugador con más partidos disputados de toda la plantilla habiendo jugado 49 de los 52 partidos del año. Además se convirtió en el quinto capitán del club por detrás de: Macalister Silva, Chicho Arango, Fernando Uribe y Andrés Román.

#### 2022
Su gran nivel lo llevó a que el entrenador de la Selección Colombia, Reinaldo Rueda lo convocará para un partido frente a su similar de Honduras.
En la fecha 1 del Torneo Apertura le brinda una asistencia de gol al Tanque Herazo para la victoria 1-0 ante el Deportivo Pasto.

## Selección nacional

### Selecciones juveniles
Ha hecho parte de las selecciones juveniles de Colombia. Fue titular y capitán en el equipo que participó en el Campeonato Sudamericano Sub-17 de 2015 jugado en Paraguay.

#### Participaciones en Sudamericanos
| Sudamericano             | Sede     | Resultado    | Partidos | Goles |
| ------------------------ | -------- | ------------ | -------- | ----- |
| Sudamericano Sub-17 2015 | Paraguay | Sexto puesto | 9        | 0     |

### Selección absoluta
En enero de 2022 fue convocado para un partido amistoso de la selección de fútbol de Colombia contra Honduras en Estados Unidos. Debutó el 16 de enero de 2022 como titular en la victoria 2 por 1 sobre Honduras.

## Estadísticas

### Clubes
| Club                                   | Div.          | Temporada     | Liga  | Liga  | Copas | Copas | Internacional | Internacional | Total | Total |
| Club                                   | Div.          | Temporada     | Part. | Goles | Part. | Goles | Part.         | Goles         | Part. | Goles |
| -------------------------------------- | ------------- | ------------- | ----- | ----- | ----- | ----- | ------------- | ------------- | ----- | ----- |
| Millonarios · Colombia                 | 1.ª           | F-2014        | 0     | 0     | -     | -     | 1             | 0             | 1     | 0     |
| Millonarios · Colombia                 | 1.ª           | 2015          | 7     | 0     | 1     | 0     | 0             | 0             | 8     | 0     |
| Millonarios · Colombia                 | 1.ª           | 2016          | 18    | 0     | 5     | 0     | -             | -             | 23    | 0     |
| Millonarios · Colombia                 | 1.ª           | 2017          | 2     | 0     | 0     | 0     | 0             | 0             | 2     | 0     |
| Valledupar F. C. · (cedido) · Colombia | 2.ª           | A-2018        | 16    | 0     | 1     | 0     | -             | -             | 17    | 0     |
| Valledupar F. C. · (cedido) · Colombia | Total club    | Total club    | 16    | 0     | 1     | 0     | 0             | 0             | 17    | 0     |
| Millonarios · Colombia                 | 1.ª           | F-2018        | 6     | 0     | 1     | 0     | -             | -             | 7     | 0     |
| Millonarios · Colombia                 | 1.ª           | 2019          | 8     | 0     | 6     | 0     | -             | -             | 14    | 0     |
| Millonarios · Colombia                 | 1.ª           | 2020          | 21    | 0     | 1     | 0     | 4             | 0             | 26    | 0     |
| Millonarios · Colombia                 | 1.ª           | 2021          | 48    | 0     | 1     | 0     | -             | -             | 49    | 0     |
| Millonarios · Colombia                 | 1.ª           | 2022          | 15    | 0     | -     | -     | 2             | 0             | 17    | 0     |
| Millonarios · Colombia                 | 1.ª           | 2023          | 32    | 0     | 5     | 0     | 5             | 0             | 42    | 0     |
| Millonarios · Colombia                 | 1.ª           | 2024          | 38    | 0     | 3     | 0     | 4             | 0             | 45    | 0     |
| Millonarios · Colombia                 | 1.ª           | 2025          | 15    | 0     | 0     | 0     | 0             | 0             | 15    | 0     |
| Millonarios · Colombia                 | Total club    | Total club    | 210   | 0     | 23    | 0     | 16            | 0             | 249   | 0     |
| Total carrera                          | Total carrera | Total carrera | 226   | 0     | 24    | 0     | 16            | 0             | 266   | 0     |

### Selección de Colombia
| Sub-17 · Colombia                                    | 2015                       | — | — | 9 | 0 | — | — | 9  | 0 |
| Sub-17 · Colombia                                    | Total                      | 0 | 0 | 9 | 0 | 0 | 0 | 9  | 0 |
| Mayores · Colombia                                   | 2022                       | 1 | 0 | — | — | — | — | 1  | 0 |
| Mayores · Colombia                                   | Total                      | 1 | 0 | 0 | 0 | 0 | 0 | 1  | 0 |
| Total Selecciones Colombia                           | Total Selecciones Colombia | 1 | 0 | 9 | 0 | 0 | 0 | 10 | 0 |
| (1) Incluye los partidos del Campeonato Sudamericano |                            |   |   |   |   |   |   |    |   |

## Palmarés

### Campeonatos nacionales
| Título                | Club        | Año  |
| --------------------- | ----------- | ---- |
| Torneo Finalización   | Millonarios | 2017 |
| Copa Colombia         | Millonarios | 2022 |
| Torneo Apertura       | Millonarios | 2023 |
| Superliga de Colombia | Millonarios | 2024 |